# Casa Montaner (Barcelona)
La casa Montaner era una residència senyorial situada als carrers de Duran i Bas (abans del Governador), 7-9 i de Montsió, 10 de Barcelona, actualment desapareguda i descrita al Registre de la Propietat com «una casa compuesta de tres tiendas, dos almacenes y cinco pisos, el primero de ellos con jardín; estando dotada de tres plumas de agua».

## Història

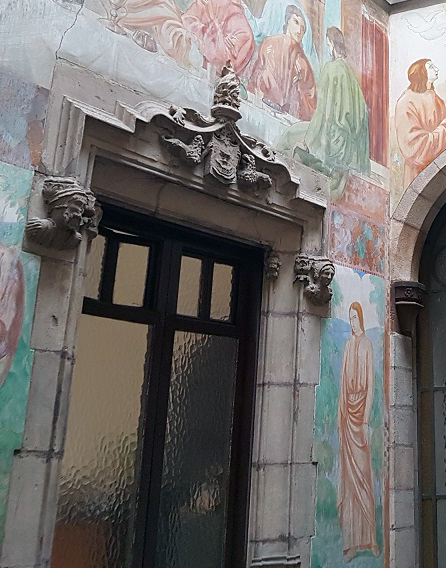
Finestra de la casa Montaner reaprofitada a la Balmesiana

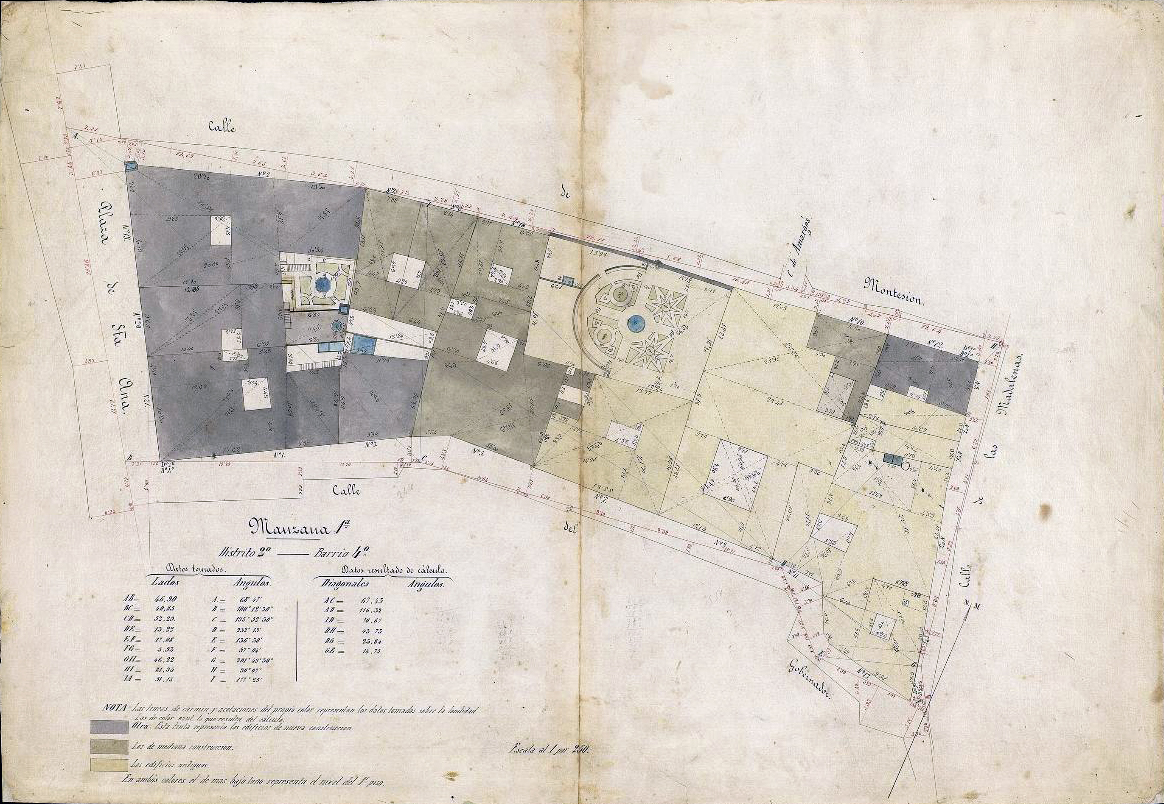
Quarteró núm. 35 de Garriga i Roca (c. 1860).

Els orígens d'aquest casal es remunten al segle xiii, època a la que corresponen les pintures murals conservades a la Biblioteca Balmesiana. El 1622 pertanyia al jurista Hipòlit de Montaner, senyor de Gàver: «Item todas aquellas Casas en que ahora habito, y otras a las mismas cercanas, sitas en dicha Ciudad en la calle antiguamente dicha den Garrofer, y ahora del Governador». El seu fill i hereu, el també jurista Pere de Montaner i de Solanell, hi va realitzar una important reforma, com es desprèn del seu testament, atorgat el 17 d'abril del 1693 davant del notari Josep Llaurador i de Çatorra: «las obras grandes echas en mi propria casa en la calle del Governador», i dels fragments de rajoles policromades i les monedes trobades el 2006 en la intervenció arqueològica al solar del carrer de Duran i Bas, 7, que daten de la segona meitat del segle xvii.
Pere de Montaner va ser embaixador del Consell de Cent davant la cort del rei Felip IV a Madrid, i també regent de la Tresoreria del Principat, i el 1669 aconseguí la condició de noble de mans de Carles II. El seu net Baltasar de Montaner i Ramon va morir sense descendència masculina, el que va motivar un litigi entre les seves filles Elvira i Maria Teresa de Montaner i Boneu. Finalment, el casal fou heretat per Marià de Càrcer i de Montaner (1747-1817), fill del primer matrimoni entre Teresa de Montaner i Francesc de Càrcer i de Solà (1704-1759), que entre el 1776 i el 1777 va fer reformar el frontis del carrer de Montsió, i el 1787 del de Duran i Bas.
El 1826, el seu fill Josep Maria de Càrcer i de Peguera (1779-1863), casat amb Josepa de Falguera i de Pastors, va demanar permís per a portar-hi aigua de la mina de Montcada des del repartidor del carrer de Montsió. En aquesta època es devia produir la segregació de la finca núm. 8 d'aquest carrer, on es conserva una llinda renaixentista decorada amb elements vegetals i amorets. El 2008, durant les obres d'instal·lació d'un ascensor al celobert d'aquest edifici, s'hi van trobar les restes (part del marxapeu i un dels brancals) d'una porta de la construcció anterior.
L'hereu Ramon de Càrcer i de Falguera (1809-1868) es va casar amb Escolàstica d'Amat i Amat, filla del marquès de Castellbell i Castellmeià, i la casa i el títol foren heretats pel seu fill Joaquim de Càrcer i d'Amat (1835-1923), que el 1882 va demanar que se li reconegués la propietat de les tres plomes d'aigua que abastien la finca. Va morir sense descèndencia, i fou succeït per la seva neboda Maria Dolors de Càrcer i de Ros (1867-1936), que el 1926 va segregar la finca núm. 7 del carrer de Duran i Bas, venent-la a la Societat de Sant Vicenç de Paül, una associació benèfica de confessió catòlica que el 1927 hi va construir la seva seu, segons el projecte de l'arquitecte Enric Sagnier. La part restant, valorada en 325.000 pessetes, fou aportada com a capital a la societat anònima Balmes i donaria lloc a l'ampliació de la Balmesiana, projectada per Joan Rubió i Bellver i que conserva a l'interior algunes finestres de l'antic casal.